# Liste von Heilig-Grab-Kirchen
Als Heilig-Grab-Kirche (von „Grabeskirche“) werden Kirchengebäude bezeichnet in:

## Deutschland
- Heiliges Grab zu Altshausen
- Heiliges Grab, St. Anna (Augsburg)
- Grabkirche (Deggendorf)
- Kirche zum Heiligen Grabe Dietersdorf
- Drüggelter Kapelle
- Schottenkloster Eichstätt
- Stiftskirche St. Cyriakus (Gernrode)
- Heiliges Grab (Görlitz)
- Johanniterkommende Zum Heiligen Grab (Goslar)
- Kloster Stift zum Heiligengrabe
- ehemalige Heilig-Grab-Kirche, Kitzingen
- Mauritiusrotunde, Konstanz
- St. Ignatius (Landshut)
- Leonhardskapelle (Laupheim)
- Josefskapelle, Oberstdorf (St. Loretto)
- Kapelle zum Heiligen Grab (Neunkirchen am Brand)
- Busdorfkirche, Paderborn
- ehem. Heiliges Grab (Speyer)
- Zu den heiligen Gräbern (Walkersbrunn)
- Heiliggrabkapelle Weiterdingen, Gm. Hilzingen
- Kapelle Klein-Jerusalem, Willich-Neersen

## Frankreich
- St-Sépulcre (Beaumont-du-Ventoux)
- St-Sépulcre (Lambersart)
- Höhlenkirche St-Jean (Aubeterre-sur-Dronne)
- Kathedrale von Cambrai
- Kathedrale von Dijon
- St-Jacques de Neuvy-Saint-Sépulchre
- St-Sépulcre (Nizza)
- St-Léonard-de-Noblat

## Italien
- Basilika Santo Sepolcro (Barletta)
- Basilika Santo Stefano (Bologna)
- Heiliggrabkirche (Bozen)
- Heilig-Grab-Kapelle in Sand
- Cappella Rucellai (Florenz)
- San Sepolcro (Mailand)
- San Sepolcro (Parma)
- Santo Sepolcro (Pisa)

## Österreich
Kärnten
- Wallfahrtskirche Heiligengrab, Bleiburg
- Heiliggrabkapelle Sachsenburg

Niederösterreich
- Wallfahrtskirche Maria Lanzendorf

Oberösterreich
- Kalvarienbergkirche St. Margarethen, Linz

Salzburg
- Grabkapelle Maria Plain
- Heilig-Grab-Kapelle Henndorf

Tirol
- Siebenkapellenkirche, Innsbruck

## Polen
- Heiliges Grab (Oberglogau)
- Grabkirche (Miechów) in Miechów
- Heilig-Grab-Kapelle Żagań (deutsch Sagan)

## Portugal
- Tomar, Templerrotunde

## Russland
- Heilig-Grab-Kirche Brjansk

## Schweiz
- Wallfahrtskapelle Sontga Fossa

## Spanien
- Sant Sepulcre de Palera, Beuda, Katalonien
- Basilika Santo Sepulcro (Calatayud) in Calatayud, Provinz Saragossa
- Iglesia del Santo Sepulcro (Estella) in Estella (bask. Lizarra), Provinz Navarra
- Santo Sepulcro (Toro), in Toro, Provinz Zamora
- Iglesia del Santo Sepulcro (Torres del Río), in Torres del Rio, Provinz Navarra

## Tschechien
- Boží hrob, Velenice
- Boží hrob Slaný (deutsch Schlan)

## Vereinigtes Königreich
- Holy Sepulchre (Cambridge)
- Holy Sepulchre (Northampton)
- St Sepulchre-without-Newgate, Holborn, London
- Holy Sepulchre Priory (Thetford)
- Holy Sepulchre (Warminghurst)